# Liste der Baudenkmäler in Mühlhausen (Mittelfranken)
Auf dieser Seite sind die Baudenkmäler in dem mittelfränkischen Markt Mühlhausen zusammengestellt. Diese Tabelle ist eine Teilliste der Liste der Baudenkmäler in Bayern. Grundlage ist die Bayerische Denkmalliste, die auf Basis des Bayerischen Denkmalschutzgesetzes vom 1. Oktober 1973 erstmals erstellt wurde und seither durch das Bayerische Landesamt für Denkmalpflege geführt wird. Die folgenden Angaben ersetzen nicht die rechtsverbindliche Auskunft der Denkmalschutzbehörde.
 Diese Liste gibt den Fortschreibungsstand vom 1. Juni 2023 wieder und enthält 25 Baudenkmäler.

## Baudenkmäler nach Gemeindeteilen

### Mühlhausen
| Lage                             | Objekt                                                 | Beschreibung | Akten-Nr.     | Bild           |
| -------------------------------- | ------------------------------------------------------ | --- | ------------- | -------------- |
| Badgasse 3 (Standort)            | Wohnstallhaus                                          | zweigeschossiger Walmdachbau, EG und OG Westseite massiv, sonst verputztes Fachwerk, vor 1600 | D-5-72-143-1  | weitere Bilder |
| Badgasse 4 (Standort)            | Wohnhaus                                               | zweigeschossiger Walmdachbau mit verputztem Fachwerkobergeschoss, im Kern Mitte 18. Jh. | D-5-72-143-2  | weitere Bilder |
| Bamberger Straße 10 (Standort)   | Wirtschaftsgebäude                                     | eingeschossiger massiver Mansarddachbau mit gequadertem Hoftor, dieses bez. 1700 | D-5-72-143-3  | weitere Bilder |
| Grohgrund (Standort)             | Jüdischer Friedhof                                     | 1738 angelegt, mit zahlreichen Grabsteinen und Grabstätten, 18.–20. Jahrhundert | D-5-72-143-27 | weitere Bilder |
| Grohgrund (Standort)             | Jüdischer Friedhof: Friedhofstor                       | zwei Rechteckpfeiler, 19. Jh. | D-5-72-143-27 | weitere Bilder |
| Grohgrund (Standort)             | Jüdischer Friedhof: Taharahaus                         | eingeschossiger Walmdachbau, um 1900 | D-5-72-143-27 | weitere Bilder |
| Hauptstraße 4 (Standort)         | Evangelisch-lutherische Pfarrkirche Maria-Kilian       | gotische Anlage, Saalbau mit Walmdach, eingezogenem Chor mit 5/8-Schluss und Chorflankenturm mit Zwiebelhaube, Turmuntergeschoss 1467, Chor 1474, Langhaus und Turmobergeschoss von Johann Georg Kannhäuser, 1721, Erweiterung 1781; mit Ausstattung | D-5-72-143-4  | weitere Bilder |
| Nähe Hauptstraße (Standort)      | Kirchhofmauer                                          | Sandsteinquadermauer mit Rechteckpfosten mit Kugelbekrönungen, 18. Jh. | D-5-72-143-4  | weitere Bilder |
| Nähe Hauptstraße (Standort)      | Grabsteine                                             | darunter Fragment des Grabmals für Marschall von Ebnet, von Hans Werner, 1613; an der Kirchhofmauer | D-5-72-143-4  | weitere Bilder |
| Hauptstraße 6 (Standort)         | Pfarrhaus                                              | zweigeschossiger Walmdachbau mit Eckpilastern, bezeichnet „1766“ | D-5-72-143-5  | weitere Bilder |
| Hauptstraße 6 (Standort)         | Einfahrtstor                                           | Sandsteinpfeiler mit Kugelaufsätzen, gleichzeitig | D-5-72-143-5  | weitere Bilder |
| Höchstadter Straße 2 (Standort)  | Wohnhaus                                               | zweigeschossiger, verputzter Massivbau mit Halbwalmdach, Satteldachgauben, traufseitig vorkragendem Obergeschoss und neubarocker Putzgliederung, bez. 1924.                                                                                          | D-5-72-143-31 | weitere Bilder |
| Höchstadter Straße 12 (Standort) | Ehemalige Mühle                                        | zweigeschossiger Halbwalmdachbau mit Ecklisenen und Gesimsgliederung, rechtwinklig angebaut zweigeschossiges Nebengebäude mit Satteldach, vor 1843, Umbau bez. 1856, Nebengebäude 2. Hälfte 19. Jh.                                                  | D-5-72-143-6  | weitere Bilder |
| Höchstadter Straße 12 (Standort) | Uferbefestigung                                        | Sandsteinmauer, 18./19. Jh. | D-5-72-143-6  | BW             |
| Kleine Dorfstraße 1 (Standort)   | Wohnhaus                                               | zweigeschossiger, verputzter Halbwalmdachbau mit Eckquaderung und Gesimsgliederung, 1. Hälfte 19. Jh. | D-5-72-143-7  | weitere Bilder |
| Kleine Dorfstraße 13 (Standort)  | Wohnhaus                                               | eingeschossiger Halbwalmdachbau mit Ecklisenen und Gesimsgliederung, bezeichnet „1847“ | D-5-72-143-8  | weitere Bilder |
| Kotten 4 (Standort)              | Bierkeller                                             | Felsenkeller zur Lagerung von Bier, bez. 1724 | D-5-72-143-29 | BW             |
| Kotten 4 (Standort)              | Ehemals Kellerhaus und späteres Wohnhaus               | eingeschossiger, traufseitiger und verputzter Sandsteinquaderbau mit Steilsatteldach und Gesimsgliederung, auf hohem Kellerfundament, 1. Hälfte 18. Jh., erweitert und umgebaut 2. Hälfte 19. Jh.                                                    | D-5-72-143-29 | weitere Bilder |
| Marktplatz 1 (Standort)          | Wohnstallhaus                                          | Zweigeschossiger Eckbau mit Halbwalmdach, stichbogigen Fenstern und Gurtgesimsen, bezeichnet „1852“ | D-5-72-143-9  | weitere Bilder |
| Marktplatz 4 (Standort)          | Gasthof Bär                                            | zweigeschossiger Traufseitbau mit an der Westseite abgewalmten Satteldach, frühes 19. Jh., erneuert 1901 | D-5-72-143-10 | weitere Bilder |
| Marktplatz 9 (Standort)          | Wohn- und Geschäftshaus                                | zweigeschossiger, giebelständiger Halbwalmdachbau, 1. Hälfte 19. Jh. | D-5-72-143-13 | weitere Bilder |
| Pfennigstein (Standort)          | Kreuzstein, sogenannter Pfennigstein                   | rechteckiger, reliefierter Sandsteinpfeiler mit leicht erhabenen Kreuz mit gotischen Enden, wohl 15./16. Jh. | D-5-72-143-18 | BW             |
| Schlossweg 2 (Standort)          | Schloss der Grafen von Egloffstein, ehemals Wasserburg | zweigeschossige Vierflügelanlage mit Sattel- bzw. Walmdach und Architekturmalerei, 1746–48; über der Wasserburg des 14. Jh. | D-5-72-143-14 | weitere Bilder |
| Schlossweg 2 (Standort)          | Brücke                                                 | einbogige Steinquaderbrücke, 18. Jh. | D-5-72-143-14 | weitere Bilder |
| Schlossweg 5 (Standort)          | Ehemalige Synagoge                                     | Walmdachbau mit genuteten Ecklisenen und segmentbogigen Fenstern, 1756 | D-5-72-143-15 | weitere Bilder |
| Schlossweg 7 (Standort)          | Ehemaliges Jägerhaus                                   | Eingeschossiges Halbwalmdachhaus mit Fachwerkgiebel, 18. Jahrhundert | D-5-72-143-16 | weitere Bilder |
| Schulweg 1 (Standort)            | Notkirche, ehemals Spenglerwerkstatt                   | Saalraum, als kath. Notkirche eingerichtet 1947; mit Ausstattung | D-5-72-143-28 | weitere Bilder |

### Decheldorf
| Lage                           | Objekt                | Beschreibung | Akten-Nr.     | Bild |
| ------------------------------ | --------------------- | --- | ------------- | ---- |
| Decheldorf 30, 30 a (Standort) | Ehemals Wohnstallhaus | zweigeschossiger verputzter Walmdachbau, Ende 18. Jh.                                                                                         | D-5-72-143-20 | BW   |
| Decheldorf 43 (Standort)       | Wohnstallhaus         | eingeschossiger traufständiger Satteldachbau mit geohrten Fensterrahmungen und Ecklisenen, mit Scheune, massiver Mansarddachbau, Ende 18. Jh. | D-5-72-143-19 | BW   |

### Lempenmühle
| Lage                     | Objekt                        | Beschreibung                                                                                                 | Akten-Nr.     | Bild |
| ------------------------ | ----------------------------- | --- | ------------- | ---- |
| Lempenmühle 1 (Standort) | Mühle, sogenannte Lempenmühle | zweigeschossiger Walmdachbau mit massiv Erd- und Fachwerkobergeschoss sowie Eckquaderung, 1. Viertel 17. Jh. | D-5-72-143-22 | BW   |

### Schirnsdorf
| Lage                      | Objekt                 | Beschreibung | Akten-Nr.     | Bild |
| ------------------------- | ---------------------- | --- | ------------- | ---- |
| Schirnsdorf 53 (Standort) | Ehemals Gasthof Schwan | zweigeschossiger, verputzter Massivbau mit nach Westen abgeschleppten Walmdach sowie Ecklisenen, Gurtgesims und Fensterrahmungen aus Sandstein, 1. Drittel 18. Jh. | D-5-72-143-24 | BW   |
| Schirnsdorf 53 (Standort) | Scheune                | verputzter Sandsteinquaderbau mit Satteldach und korbbogigem Tor, hofseitig massiver Kellerzugang mit Satteldach, Mitte 18. Jh.                                    | D-5-72-143-24 | BW   |
| Schirnsdorf 53 (Standort) | Wirtshausausleger      | farbig gefasst und reich ornamentiert, Metall, 18. Jh. | D-5-72-143-24 | BW   |

### Simmersdorf
| Lage                      | Objekt        | Beschreibung | Akten-Nr.     | Bild |
| ------------------------- | ------------- | --- | ------------- | ---- |
| Simmersdorf 7 (Standort)  | Mühle         | zweigeschossiger verputzter Walmdachbau mit Ecklisenen und geohrten Rahmungen, Obergeschoss Fachwerk, bez. 1749 | D-5-72-143-25 | BW   |
| Simmersdorf 7 (Standort)  | Scheune       | eingeschossiger Massivbau mit Satteldach, gleichzeitig                                                          | D-5-72-143-25 | BW   |
| Simmersdorf 7 (Standort)  | Remise        | eingeschossiger, langgestreckter Satteldachbau mit Kniestock, gleichzeitig                                      | D-5-72-143-25 | BW   |
| Simmersdorf 29 (Standort) | Wohnstallhaus | eingeschossiger giebelständiger Satteldachbau mit Ecklisenen und nachbarockem Zierrat, bezeichnet „1804“        | D-5-72-143-26 | BW   |

## Ehemalige Baudenkmäler
In diesem Abschnitt sind Objekte aufgeführt, die früher einmal in der Denkmalliste eingetragen waren, jetzt aber nicht mehr. Objekte, die in anderem Zusammenhang also z. B. als Teil eines Baudenkmals weiter eingetragen sind, sollen hier nicht aufgeführt werden. Aktennummern in diesem Abschnitt sind ehemalige, jetzt nicht mehr gültige Aktennummern.
Rosenzweighaus: Ende des Jahres 2010 ist Mühlhausen durch den Abriss des denkmalgeschützten Rosenzweighauses am Marktplatz 5 aus dem 16. Jahrhundert überregional in die Schlagzeilen geraten.

| Lage                                              | Objekt     | Beschreibung                                                                                  | Akten-Nr.     | Bild |
| ------------------------------------------------- | ---------- | --------------------------------------------------------------------------------------------- | ------------- | ---- |
| Mühlhausen An der Gemarkungsgrenze gegen Oberköst | Grenzstein | Gewinkelt, Mitte 18. Jahrhundert                                                              | D-5-72-143-17 | BW   |
| Dechseldorf                                       | Grenzstein | 17. Jahrhundert, Erneuerungsinschrift „1869“                                                  | D-5-72-143-21 | BW   |
| Neumühle Neumühle 1                               | Mühle      | Verputzter Satteldachbau, bezeichnet „1783“, Veränderungen 19. Jahrhundert, Mit Nebengebäuden | D-5-72-143-23 | BW   |